# 2009年欧州議会議員選挙 (イタリア)
2009年欧州議会議員選挙は、欧州連合（EU）の議会組織である欧州議会を構成する欧州議会議員を全面改選するため欧州連合加盟27カ国で2009年6月4日～7日にかけて行われたヨーロッパにおける選挙である。欧州連合加盟国であるイタリア共和国においては、6月6日と7日の二日に分けて行われた。本稿ではイタリアにおける欧州議会議員選挙の結果について取り上げる。

## 概要
- 欧州議会議員定数（イタリア）：72議席
- 欧州議会議員の任期：5年
- 選挙制度：比例代表制
  - 全国を5選挙区（北西部、北東部、南部、中部、島嶼）に分割
  - 投票は政党名簿に対して行うが、名簿に掲載されている候補者の内、好ましいと思う候補者の名前を書いて投票できる（優先投票）。但し、選挙区定数の内、3票から1票の制限（制限連記制）あり。
  - 議席配分方法
    - 議席配分は全国での各政党名簿に投じられた得票数に応じて最大剰余方式（ヘアー式）で配分される。
    - 各政党名簿に配分された議席を、その政党名簿の選挙区の得票数に応じてやはり、ヘアー式で配分。尚少数民族政党についての優遇措置がある。
    - 各政党名簿における当選者は優先投票が多かった候補者から順に決定される。

## 選挙結果
- 投票日：2009年6月6日、6月7日
- 選挙人数：50.342.153名
- 投票者数：32.748.675名
- 投票率：65,05 %  
  - 白票：985,418票
  - 無効票：1,108,880票

| 政党及び政党連合                                                                              | 得票数     | 得票率 | 議席数 |
| --------------------------------------------------------------------------------------------- | ---------- | ------ | ------ |
| 自由の人民 IL POPOLO DELLA LIBERTA'                                                           | 10,807,794 | 35.26  | 29     |
| 民主党 PARTITO DEMOCRATICO                                                                    | 8,008,203  | 26.13  | 21     |
| 北部同盟 LEGA NORD                                                                            | 3,126,922  | 10.20  | 9      |
| 価値あるイタリア DI PIETRO ITALIA DEI VALORI                                                  | 2,452,731  | 8.00   | 7      |
| 中道連合 UNIONE DI CENTRO                                                                     | 1,996,953  | 6.51   | 5      |
| 共産主義再建党－ヨーロッパ左翼－イタリア共産主義者党 RIFOND.COM. - SIN.EUROPEA - COM.ITALIANI | 1,038,284  | 3.38   | -      |
| 左翼と自由 SINISTRA E LIBERTA'                                                                | 958,507    | 3.12   | -      |
| パンネッラリスト LISTA MARCO PANNELLA - EMMA BONINO                                           | 743.299    | 2,42   | -      |
| 右派・自治運動 LA DESTRA-MPA- PENSIONATI -ALL.DI CENTRO                                       | 681,981    | 2,22   | -      |
| その他の政党及び政党連合                                                                      | 688,910    | 2,21   | -      |
| 南チロル人民党 SVP                                                                            | 143,044    | 0.46   | 1      |
| total                                                                                         | 30,646,628 |        | 72     |

- 出所：Elezioni europee ed amministrative del 6 - 7 giugno 2009（2010年1月25日閲覧）
- 注：議席を獲得出来なかった1％未満の政党及び政党連合の得票に関しては、「その他の政党及び政党連合」として一括して掲載した。